# Chlorita formosicola
Chlorita formosicola är en insektsart som beskrevs av Matsumura 1931. Chlorita formosicola ingår i släktet Chlorita och familjen dvärgstritar.
Artens utbredningsområde är Taiwan. Inga underarter finns listade i Catalogue of Life.